# Uwe Neuhaus (Maler)
Uwe Neuhaus (* 22. Januar 1942 in Mittenwald) ist ein deutscher Kunstmaler.

## Ausbildung und künstlerische Arbeit
Seine Ausbildung begann er 1959 bei Tobias Bartel an der ehemaligen Münchner Bayerischen Staatslehranstalt für Photographie. Ab 1961 war er Student bei Mac Zimmermann an der Akademie der Bildenden Künste München. Seitdem hatte er zahlreiche Ausstellungen, vorwiegend im süddeutschen Raum. 1987 widmete ihm der Bayerische Rundfunk ein Porträt, und in der Filmhochschule München entstand ein Film über ihn. 1991 befasste sich das ZDF mit Uwe Neuhaus. Seit den 1990er Jahren beschäftigt er sich verstärkt mit Performances, Bühnenbildern und Kunstaktionen, wobei ein Schwergewicht auf der künstlerischen Bildungsarbeit mit Kindern und Erwachsenen liegt. Neben zahlreichen Einzel- und Gruppenausstellungen findet jährlich eine Vernissage auf seinem Kunsthof in Opprechts bei Altusried statt. Im Herbst 2013 wurde Uwe Neuhaus mit dem Kunstpreis des Landkreises Oberallgäu ausgezeichnet. Im Jahr 2014 erhielt er den 19. Magnus-Remy-Kunstpreis.

## Einzelausstellungen
- 1974: Galerie Lo Grigat, München
- 1980: Rahmenbilder, Alternativ-Galerie, München
- 1981: Brennholzbilder, Galerie Gunzenhauser, München
- 1982: Galerie Wünsche, Nürnberg
- 1982: Tafelbilder DEC PARK, München
- 1984: Weitermalbilder Galerie Osramhaus, München
- 1987: "Ein Regenwurm kommt nie über die Autobahn", Galerie Bamberger Haus, München
- 1988: "Medientage München", Bayerischer Rundfunk München
- 1989: Fleckenschlecken, Hotel Post, Biessenhofen
- 1991: Palais Xtra, Zürich
- 1991: Theater Moliere, Landshut
- 1992: Cafe Ruffini, München
- 1992: Lingua Viva, Kempten
- 1993: Kabarett Hai, München
- 1993: Galerie Popp, München
- 1994: Kunstforum Römerschanz, München Grünwald
- 1995: TI.ME.CO.DE, Fernsehstudio Kehl
- 1999: Aquarelle, Rathaus Haldenwang
- 2005: Kultüren München-Neuhausen
- 2007: Galerie im "Schwankl Eck", Drei Tage und ein paar dazwischen, Wolfratshausen
- 2008: "Im Schnitt Schwarz-Weiß" Schloß Adelsheim in Adelsheim

## Gruppenausstellungen
- 1965: „Sieben Kunststudenten sehen eine Stadt“ Neuburg a,d, Donau
- 1966: "Malerei von Heute", Bregenz
- 1973: Große Kunstausstellung, Haus der Kunst, München
- 1973: Kunstmarkt Köln
- 1978: Große Kunstausstellung, Haus der Kunst, München
- 1980/1981: Kunstausstellung „Allgäuer Festwoche“
- 1982: Ausstellung im Residenzsaal, Kempten
- 1982: Jahresausstellung Arbeitskreis 68, Wasserburg/Inn
- 1983: "Künstler im Münchner Rathaus"
- 1984: Große Kunstausstellung in Wasserburg/Inn
- 1985: Gemeinschaftsausstellung mit Philipp Sonntag, Galerie Bamberger Haus, München
- 1985: Oberallgäuer Kunstausstellung Immenstadt
- 1985: Ausstellung im „Modeon“ Marktoberdorf
- 1986: "Pinselzeichnung, Aktionen" Cascina Stal vitale, Osmate, Italien
- 1986: Gast bei "Symposium Bildender Künstler", Kempten
- 1986: Beteiligungen in Marktoberdorf und Leutkirch
- 1986: Große Kunstausstellung in Wasserburg/Inn
- 1988: Bilder, Objekte, mit Fridolin Frenzel, Galerie im Ganserhaus, Wasserburg/Inn
- 1988: Galerie Rakel, Krumbach
- 1989: Ausstellung mit Gruppe "Klangfarben", Ritterwerke München
- 1992: Gruppenausstellung u. a. mit Miles Davis, Palais Xtra, Zürich
- 1993: "Kunst im Spannungsfeld / Von hier an" Altes Schraderhaus, Kaufbeuren
- 1999: "unantastbar", Kunstforum Römerschanz Grünwald
- 2003: 15 Jahre Lingua Viva
- 2005: Allgäuer Künstler unterstützen Heilpädagogische Tagesstätte Kempten
- 2005: BBK Ausstellungen: Handzeichnung, Zwiesprache, Jahresausstellung
- 2006: BBK Temenausstellung "Schwarz-Weiß"
- 2007: BBK Jahresausstellung
- 2007: BBK Temenausstellung "Die Rückseite des Mondes"
- 2008: BBK Themenausstellung "Funken"
- 2008: Kunstausstellung Kempten Residenz
- 2009: "Quellen der Kunst" – Kunsthalle Kempten
- 2009: "Galerie Gunzenhauser" In München
- 2009: Rathaus Pfronten
- 2009: "Dialog", Kunsthalle Kempten
- 2009: BBK Jahresausstellung
- 2010: BBK Jahresausstellung
- 2011: Residenzsaal Kempten: Workshop mit Jugendlichen der Lebenshilfe Kempten und Studierenden der Fachakademie für Sozialpädagogik "ART-ICH"
- 2012: Literatur-Schrift-Bild, Literaturhaus Immenstadt